# Maša Rasputina
Maša Rasputina, pseudonimo di Alla Ageeva (in russo Маша Распутина?; Oblast' di Kemerovo, 13 maggio 1964), è una cantante russa.
Ha collaborato con compositori come Maksim Dunaevskij e Arkadij Ukupnik, nonché con il cantautore Leonid Derbenëv.

## Biografia
Alla Ageeva nasce il 13 maggio 1964 a Urop (anche se secondo altre fonti pare che sia nata a Inskoj), una cittadina dell'Oblast' di Kemerovo, da padre operaio di centrale termoelettrica e madre geologa di Odessa spedita (e poi rimasta insieme al marito) in Siberia per una spedizione. Alla, una volta terminata la scuola a 18 anni, si trasferì a Kemerovo per frequentare l'università. Qui prima provò diversi lavori e, dopo sei mesi, prese la decisione di iscriversi all'Università pubblica di arte e cultura di Kemerovo. 
In uno dei primi esami, Alla incontrò un insegnante di canto dell'accademia musicale di Tver', il quale le propose di entrare a far parte della sua scuola. Lei accettò e prese parte alla sezione di direzione corale a partire dal 1988.

### Carriera musicale
Dopo aver terminato gli studi alla scuola musicale di Tver', Alla Ageeva si trasferì a Mosca dove incontrò una band e scrisse la sua prima canzone "Musica, maestro!". Nel 1989 vinse il Pyongyang-89 Pop & Rock Festival.
La canzone ebbe successo nel 1989. Dietro consiglio di uno dei suoi conoscenti, Alla a questo punto prese lo pseudonimo "Masha Rasputina", spiegando come Maša fosse un nome tradizionale russo, mentre il cognome Rasputina gli dà da un lato un aspetto più erotico, dall'altro lo lega con uno dei fondatori del misticismo russo, cioè Grigorij Rasputin.

### "Pazza di città"
Dopo l'uscita dalla canzone anche all'estero, molti autori conosciuti la iniziarono a chiamare per una collaborazione. Nel 1990 vinse ad un festival del rock esclusivamente femminile. In quelli stessi giorni iniziava una collaborazione con Leonid Derbenëv, che proseguì fino alla morte di quest'ultimo nel 1995.
Nel 1991 rilasciò il suo album di debutto "pazza di città", su cui aveva lavorato per circa un anno. Alcuni temi dell'album vennero considerati tabù, come la corruzione nella burocrazia. Molti sottolinearono in quest'album il personaggio Rasputina, la ribelle dalla sorda provincia che si avvicina ai cantanti di aspetto.

### "Io sono nata in Siberia"
Dopo aver portato in concerto il suo album di debutto, Rasputina fece il suo esordio al festival "Canzone dell'anno". Dopo non molto tempo rilasciò il suo secondo album "Io sono nata in Siberia" (il titolo originale fu in inglese: "I was born in Siberia"). Nonostante il nome straniero, l'album non ebbe il successo internazionale desiderato, anche se le portò indubbiamente successo tra il pubblico russo negli Stati Uniti e in Europa.
L'album ricevette dei giudizi positivi da parte dei critici, i quali notarono arrangiamenti di qualità adatti alle richieste della moda musicale dell'epoca. A cambiare fu il suono: se nell'album di debutto questo venne definito "freddo", qui invece è più "vivo". Come nell'album precedente, qui i temi sono forti poiché si parla delle donne russe. Le canzoni più popolari sono "Io sono nata in Siberia" (che ha dato, come detto, il nome all'album) e "Nella Mercedes bianca". In uno dei videoclip è presente Filipp Kirkorov, con cui la cantante collaborerà più volte.

### "Lunedì blu"
Nel 1994 pubblicò il terzo album (e primo in formato DVD), "Lunedì blu". Si distingue dagli altri per la varietà di generi in esso. Include, a seconda della lirica, canzoni satiriche e canzoni patriottiche. Nello stesso anno Rasputina posò per la rivista Penthouse.
A parte Leonid Derbenëv, Maša frequentò Jurij Vladimirovič Nikulin, Vjačeslav Dobrynin, Lev Leščenko e Vladimir Vinokur. L'album ebbe successo.

### "Sono stata su Venere"
Nel 1996, Maša scrisse e pubblicò l'album "Sono stata su Venere", che si distinse per i suoi allegri ritmi dance. Canzoni degne di nota di quest'album sono "Ah, Odessa" (scritta da lei stessa), così come "Hooligans".
L'album successivo, "Non svegliarmi", uscì nel 1998 e fu un successo. Oltre al brano che dà il nome all'album, altra canzone degna di nota è il brano dance "Tu, caduto dalla luna". Dopo il suo matrimonio nel 1999 e la nascita della figlia l'anno successivo, si fermò per un periodo e cessò anche di esibirsi in concerto.

### Nel nuovo millennio
Nel 2000, pubblicò il nuovo album "Baciami davanti a tutti " scritto mentre era in gravidanza. La critica notò come i testi delle canzoni, così come anche l'immagine della stessa cantante, erano più a sfondo sessuale. All'inizio di questo stesso anno, nel periodo dell'uscita del videoclip "vestito a rose", una rivista americana definì Maša Rasputina come la cantante russa più sexy dell'ultimo decennio.
Nel 2001, dopo l'uscita dell'album "Vivi, nazione!" (considerato, probabilmente, il meno riuscito del suo repertorio) uscì di scena e per due anni non rilasciò quasi mai interviste.
Ritornò grazie a molti duetti con Filipp Kirkorov, come nella canzone "rosa da tè" (stilizzata da Hi-NRG) e nell'omonimo videoclip, dove in quest'ultimo lei recita la parte di Angélique de Fontanges, la favorita del re Luigi XIV di Francia. Proprio per il successo che ebbe questa canzone venne assicurato a Maša Rasputina il ruolo di superstar russa.
Un altro duetto con Kirkorov fu in "sogno", che consolidò la popolarità di Maša, la quale nel videoclip recita la parte di una diva di Hollywood. La loro collaborazione venne molto sponsorizzata ed insieme si esibirono in molti concerti. Questi promossero così il nuovo album "rosa da tè", che divenne popolare in Russia e nei paesi vicini.
Nell'aprile 2003 Alla Borisovna Pugačëva le diede in dono la sua canzone "uccello blu".
Nel 2004 esce la hit "ponti", scritta da Igor' Krutoj e Igor' Nikolaev. Il video di questa canzone è stato registrato a San Pietroburgo: il filmato, in bianco e nero, riguarda una tragica storia d'amore e separazione.
Nel 2007 la cantante partecipa ad un noto programma televisivo di Pervyj kanal, dove è in coppia con il conduttore Andrej Malachov.
Nel febbraio 2008 Maša Rasputina è andata in concerto tra le varie città e i vari paesi dell'oblast' di Mosca. Questa tournée è poi proseguita negli Stati Uniti, specificatamente a Miami e New York. Un mese dopo è stata pubblicata "Maša Rasputina The Best", una compilation dove sono raccolte tutte le migliori canzoni della sua carriera, inclusa la nuova "divorzio".
Nell'aprile 2015 presenta la canzone "quando siamo insieme", del poeta Il'ja Reznik e del compositore Kai Metov, dedicata al presidente russo Vladimir Putin.

## Discografia
- 1991 — Городская сумасшедшая (Pazza di città)
- 1993 — Я родилась в Сибири (Io sono nata in Siberia)
- 1994 — Синий понедельничек  (Lunedì blu)
- 1995 — Маша Распутина (Maša Rasputina)
- 1996 — Я была на Венере (Sono stata su Venere)
- 1998 — Ты меня не буди (Non svegliarmi)
- 2000 — Поцелуй меня при всех (Baciami davanti a tutti)
- 2001 — Живи, страна! (Vivi, nazione!)
- 2003 — Роза чайная  (Rosa da tè)
- 2008 — Маша Распутина. The Best  (Maša Rasputina The best)

## Videoclip
- 1989 — Играй, музыкант! (Musica, maestro)
- 1989 — Городская сумасшедшая (Pazza di città)
- 1989 — Я и ты (Io e te)
- 1990 — Я останусь с тобой  (Resterò con te)
- 1990 — Клава (Klava)
- 1991 — Тараканы (Scarafaggi)
- 1991 — Белый Мерседес (Mercedes bianca)
- 1993 — Шарманщик (Suonatore di organetto)
- 1995 — Беспутная (Sfrontata)
- 1995 — Ах, Одесса (Ah, Odessa)
- 1996 — Хулиганчики (Hooligans)
- 1998 — Ты упал с луны (Tu, caduto dalla luna)
- 1998 — Ты меня не буди (Non svegliarmi)
- 1999 — Платье из роз (Vestito a rose)
- 2003 — Дождь сумасшедший (Pazza pioggia)
- 2003 — Роза чайная (Rosa da te)
- 2003 — Мечта (Sogno, collaborazione con Kirkorov)
- 2004 — Мосты (Ponti)
- 2005 — Джалма (Djalma, collaborazione)

### Partecipazioni in videoclip di altri cantanti
- 1990 — Магдалена (Филипп Киркоров)(Magdalena di Filipp Kirkorov)